# Ibrahim Koroma
Ibrahim Marcel Koroma est un footballeur sierraléonais, né le 17 mai 1989 à Freetown en Sierra Leone. Il évolue comme stoppeur.

## Palmarès
Kallon FC
- Champion de Sierra Leone (1) : 2006
- Vainqueur de la Coupe de Sierra Leone (1) : 2007